# Kościół św. Małgorzaty w Gostyniu
Kościół Świętej Małgorzaty w Gostyniu – najstarszy kościół rzymskokatolicki w mieście Gostyń. Należy do dekanatu gostyńskiego. Mieści się przy ulicy Przy Farze.

## Historia i architektura
Jest to świątynia gotycka, trzynawowa, halowa z wieżą 45 metrów wysoką, zbudowaną w latach 1418–1436, kruchta gotycka z 1523. Na piętrze znajduje się dobudowana kaplica Świętej Anny z 1529. W 1682 została uszkodzona pożarem, odbudowano ją w 1689. Z tego czasu pochodzi barokowe sklepienie nawy głównej, w prezbiterium i nawach bocznych sklepienia gwiaździste, w kaplicy siatkowe.

## Wyposażenie

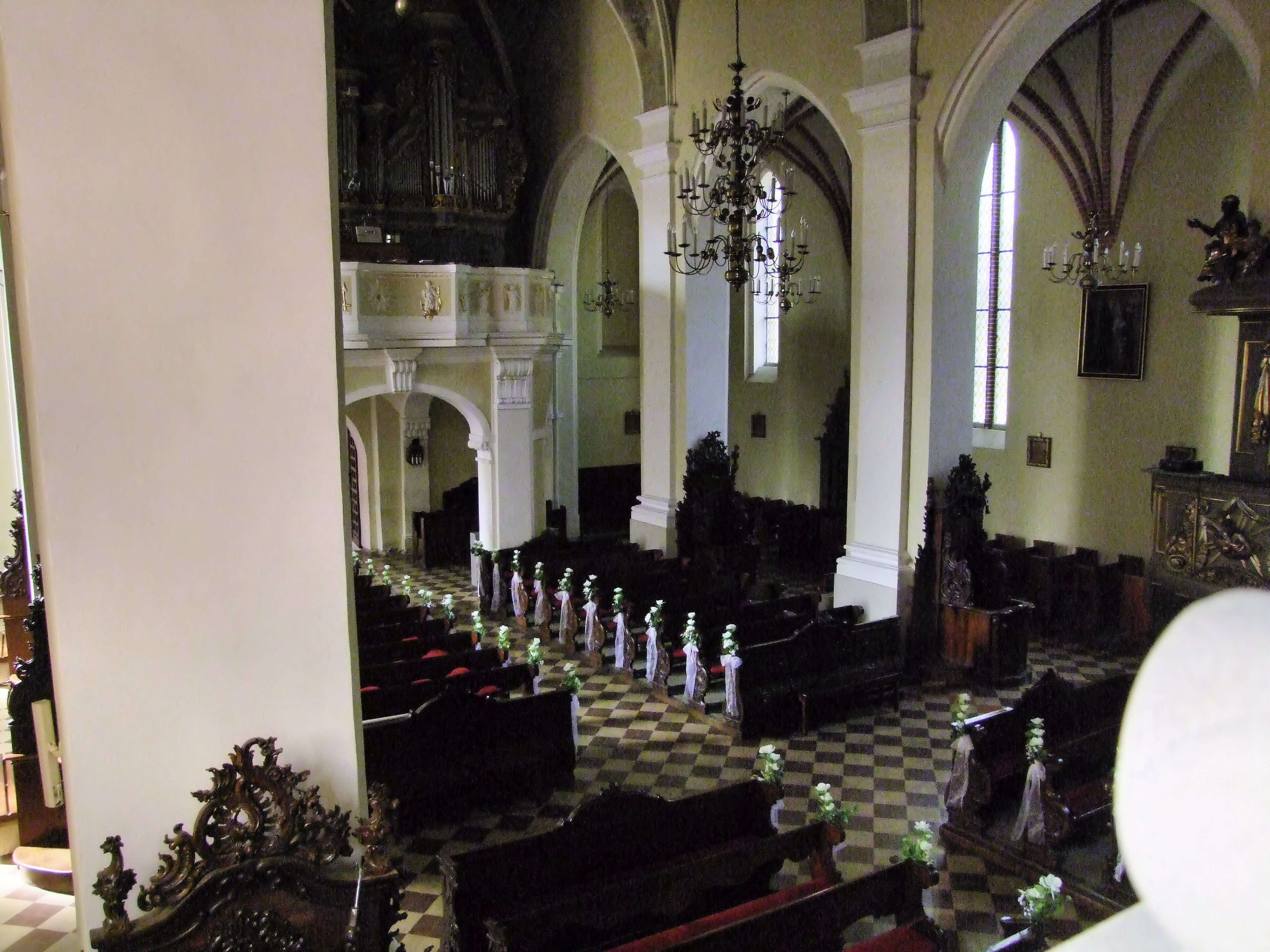
Wnętrze kościoła

Wnętrze bogate w zabytki. Główny ołtarz późnorenesansowy z około 1640 bogato rzeźbiony i złocony. W bocznym ołtarzu renesansowym krucyfiks gotycki, pod nim w predelli malowany na drzewie obraz Męczeństwo św. Wawrzyńca z warsztatu wielkopolskiego około 1550. W drugim bocznym ołtarzu barokowym obraz Madonny z Dzieciątkiem ze szkoły wielkopolskiej z XVII wieku. W prezbiterium po prawej stalle późnogotyckie z 1514 (na nich napis 1514 Szkovronek hoc disposuit), pozostałe stalle barokowe. Ambona z XVIII wieku, jej baldachim wieńczą cztery postacie niewieście – symbole czterech części świata. Ławy i konfesjonały rokokowe. Przy schodach do kaplicy rokokowa chrzcielnica, w kruchcie wielka kropielnica wykuta w granicie. W kaplicy ołtarz późnorenesansowy z rzeźbą świętej Anny Samotrzeć z połowy XVI wieku, w predelli obraz Różdżka Jessego malowany na drzewie. Na konsolce późnogotycka rzeźba Madonny z Dzieciątkiem po 1510.

## Organy
Organy wybudował Włodzimierz Truszczyński z Warszawy w miejsce wcześniejszego instrumentu z 1949 roku. Prospekt jest barokowy, a wiatrownice stożkowe. Instrument posiada elektro-pneumatyczną trakturę gry i dwa miechy pływakowe. Dmuchawa elektryczna ulokowana jest w wieży.
Dyspozycja instrumentu:
| Manuał I            | Manuał II            | Pedał                |
| ------------------- | -------------------- | -------------------- |
| 1. Bourdon 16'      | 1. Kwinta dena 8'    | 1. Pryncypał bas 16' |
| 2. Pryncypał 8'     | 2. Gedekt 8'         | 2. Subbas 16'        |
| 3. Rurflet 8'       | 3. Salicet 8'        | 3. Oktawbas 8'       |
| 4. Gamba 8'         | 4. Pryncypał 4'      | 4. Fletbas 8'        |
| 5. Oktawa 4'        | 5. Bachflet 4'       | 5. Kwinta 5 1/3      |
| 6. Blokflet 4'      | 6. Nasard 2 2/3      | 6. Chorałbas 4'      |
| 7. Sesqui altera 2x | 7. Picolo 2'         | 7. Kornetbas 4x      |
| 8. Super oktawa 2'  | 8. Terc-nona 2x      | 8. Puzon 16'         |
| 9. Flageolet 1'     | 9. Acuta 4x          |                      |
| 10. Mixtura 4x      | 10. Vox Coelestis 8' |                      |
| 11. Trompet 8'      | 11. Obój 8'          |                      |